# Arnex-sur-Orbe
Arnex-sur-Orbe ([aʁˈne syʁ ɔʁb], toponimo francese) è un comune svizzero di 630 abitanti del Canton Vaud, nel distretto del Jura-Nord vaudois.

## Monumenti e luoghi d'interesse
- Chiesa riformata di San Martino, attestata dal 1228[1].

## Società

### Evoluzione demografica
L'evoluzione demografica è riportata nella seguente tabella:
Abitanti censiti

## Infrastrutture e trasporti

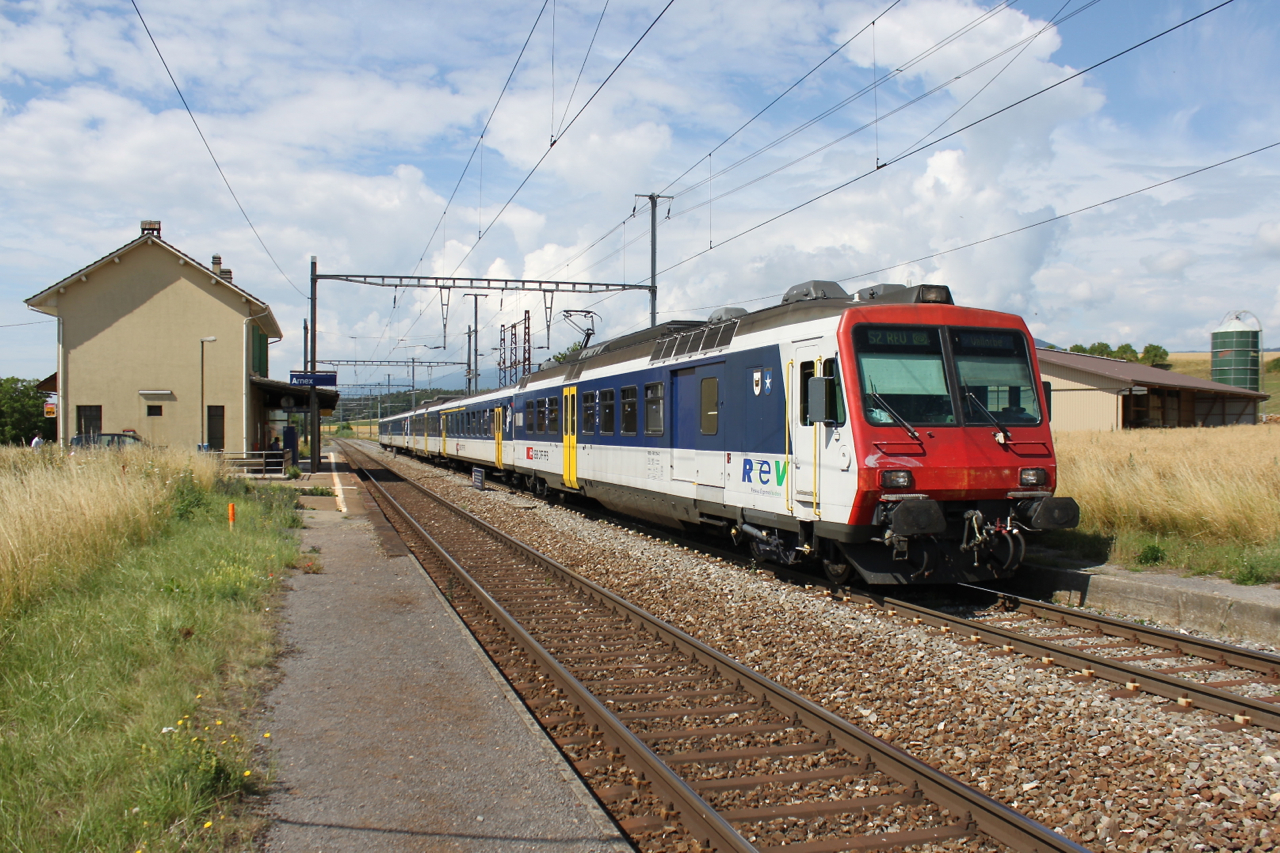
La stazione di Arnex-sur-Orbe

Arnex-sur-Orbe è servito dall'omonima stazione, sulla ferrovia Losanna-Vallorbe.

## Amministrazione
Ogni famiglia originaria del luogo fa parte del cosiddetto comune patriziale e ha la responsabilità della manutenzione di ogni bene ricadente all'interno dei confini del comune.